# Castingsport

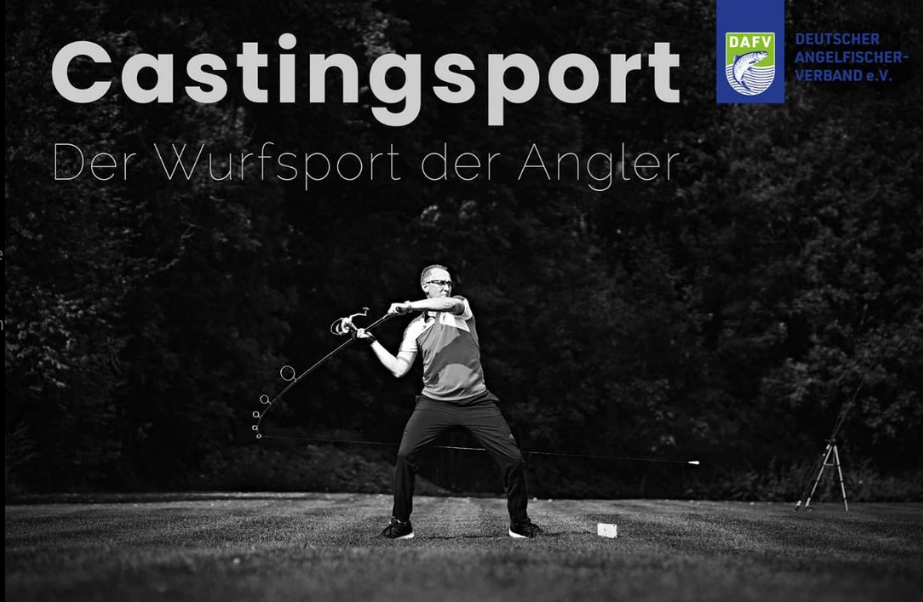
DAFV-Poster: Castingsport. Der Wurfsport der Angler

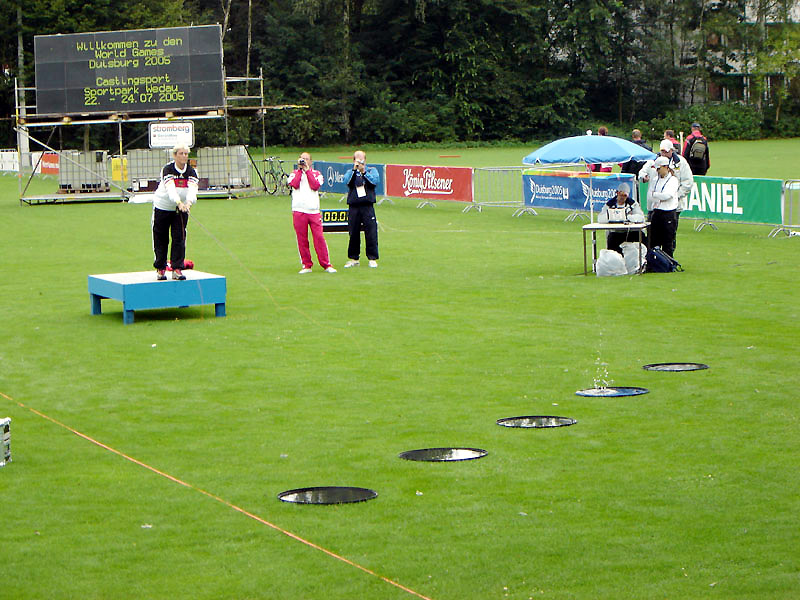
Castingsport: Fliege Ziel (World Games 2005)

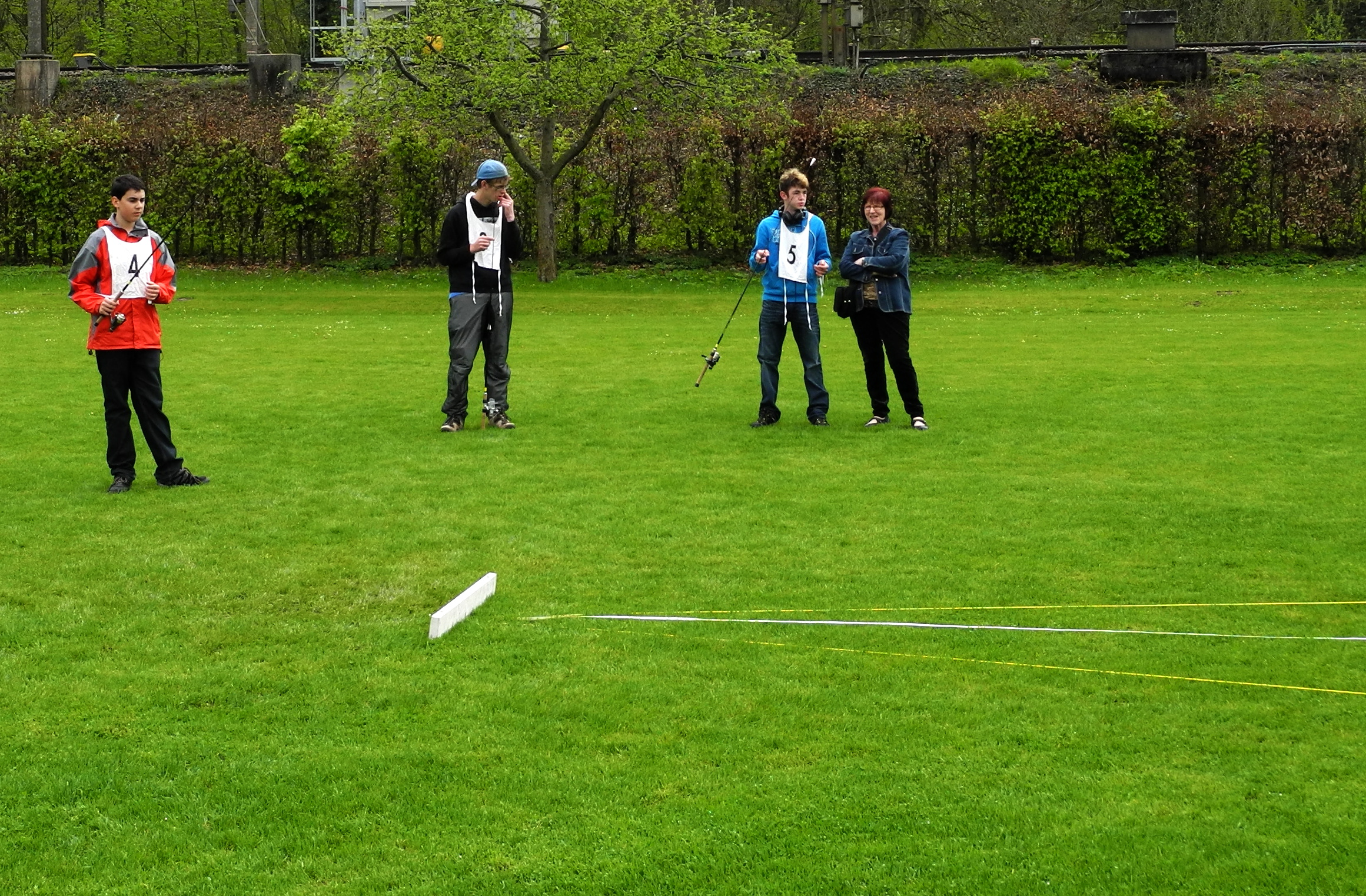
Castingsport: Weitwurf Cast-on Zuchwil 2013

Castingsport (auch bekannt als Trockenangeln oder Turnierwurfsport) ist eine Präzisions- und Weitwurfsportart. Dabei werden mit Angelgeräten Wurfbewegungen wie beim richtigen Angeln nachgeahmt und damit wird versucht, das Köderimitat (ein Plastikpendel oder eine Kunstfliege) so präzise wie möglich auf das Ziel oder so weit wie möglich zu werfen.
Erstmals wettkampfmäßig als Turnier wurde der Sport 1864 in den USA ausgetragen. 1923 fand in Berlin das erste Turnier in Deutschland statt. In Gera war Castingsport sogar im Schulsport vertreten. Der Castingsport stand auch bei den World Games von 1981 bis 2007 regelmäßig auf dem Plan. Bislang erfolgreichste Athletin ist Jana Maisel, sie hat allein seit 1993 76 WM-Titel gewonnen.

## ICSF

### Über die ICSF
Die ICSF (International Casting Sport Federation) wurde am 25. September 1955 unter dem Namen International Casting Federation (ICF) in Rotterdam gegründet. Gründungsmitglieder waren die Angelsportverbände von Australien, Belgien, England, Finnland, Neuseeland, den Niederlanden, Norwegen, Schottland und Schweden sowie die US-amerikanische N.A.A.C.C. (National Association of Angling & Casting Clubs).
Am 13. April 2003 erfolgte die Umbenennung in ICSF. Ihr heutiger Sitz ist in der Bundesrepublik Deutschland. Sie stellt den obersten Verband und das internationale Kontrollorgan des Castingsports dar. Die Präsidentin ist Alena Kläusler (AUT), sie wurde bei den Kongresswahlen im November 2023, als Nachfolgerin von Kurt Klamet (DEU) gewählt.

### Athlet des Jahres
| Jahr | Name               | Nation                |
| ---- | ------------------ | --------------------- |
| 2018 | Katerina Markova   | Tschechische Republik |
| 2019 | Jan Luxa           | Tschechische Republik |
| 2020 | nicht vergeben     | nicht vergeben        |
| 2021 | Kamila Stankiewicz | Polen                 |
| 2022 | Tomáš Spáčil       | Tschechische Republik |
| 2023 | Lucie Kepakova     | Tschechische Republik |
| 2024 | Lucie Kepakova     | Tschechische Republik |
| 2024 | Jens Nagel         | Deutschland           |

### Weltrekorde
| Disziplin/Mehrkampf                | Casterin         | Nation                | Weite/Punkte | Turnier       | Jahr |
| ---------------------------------- | ---------------- | --------------------- | ------------ | ------------- | ---- |
| Disziplin 2 - Fliege Weit Einhand  | Julie Koblihova  | Tschechische Republik | 57,98 m      | WC Pretoria   | 1996 |
| Disziplin 5 - Gewicht Weit Einhand | Katerina Markova | Tschechische Republik | 78,64 m      | WC Ronneby    | 2018 |
| Disziplin 9 - Multi Weit Zweihand  | Fátima Gabaldón  | Spanien               | 100,25 m     | WC Castellón  | 2024 |
| Fünfkampf                          | Jana Maisel      | Deutschland           | 516,860 Pkt. | EC Nove Zamky | 2001 |
| Allround                           | Jana Maisel      | Deutschland           | 748,310 Pkt. | EC Nove Zamky | 2001 |

| Disziplin/Mehrkampf                 | Caster             | Nation                | Weite/Punkte  | Turnier       | Jahr |
| ----------------------------------- | ------------------ | --------------------- | ------------- | ------------- | ---- |
| Disziplin 2 - Fliege Weit Einhand   | Jan Luxa           | Tschechische Republik | 71,75 m       | EC Nove Zamky | 2001 |
| Disziplin 5 - Gewicht Weit Einhand  | Jan Meszaros       | Slowakei              | 83,36 m       | WC Tallinn    | 2012 |
| Disziplin 6 - Fliege Weit Zweihand  | Josef Luxa         | Tschechische Republik | 90,95 m       | WC Tallinn    | 2012 |
| Disziplin 7 - Gewicht Weit Zweihand | Jens Nagel         | Deutschland           | 120,52 m      | WC Tallinn    | 2012 |
| Disziplin 9 - Multi Weit Zweihand   | Jan Kita           | Polen                 | 116,44 m      | WC Tallinn    | 2022 |
| Fünfkampf                           | Jens Nagel         | Deutschland           | 568,835 Pkt.  | EC Nove Zamky | 2001 |
| Siebenkampf                         | Patrik Lexa        | Tschechische Republik | 947,560 Pkt.  | EC Nove Zamky | 2001 |
| Allround                            | Heinz Maire-Hensge | Deutschland           | 1191,825 Pkt. | EC Nove Zamky | 2001 |

| Disziplin/Mehrkampf                | Casterin         | Nation                | Weite/Punkte | Turnier       | Jahr |
| ---------------------------------- | ---------------- | --------------------- | ------------ | ------------- | ---- |
| Disziplin 2 - Fliege Weit Einhand  | Petra Varkockova | Tschechische Republik | 52,59 m      | ASKÖ Wien     | 2002 |
| Disziplin 5 - Gewicht Weit Einhand | Magdalena Kuza   | Polen                 | 75,06 m      | ASKÖ Wien     | 2011 |
| Fünfkampf                          | Zuzane Kocirova  | Tschechische Republik | 504,375 Pkt  | EC Nove Zamky | 2001 |

| Disziplin/Mehrkampf                | Caster             | Nation                | Weite/Punkte | Turnier             | Jahr |
| ---------------------------------- | ------------------ | --------------------- | ------------ | ------------------- | ---- |
| Disziplin 2 - Fliege Weit Einhand  | Mateusz Targosz    | Polen                 | 61,56 m      | JWC Malmö           | 2005 |
| Disziplin 5 - Gewicht Weit Einhand | Szymon Walendowski | Polen                 | 75,58 m      | JWC Grächen         | 2019 |
| Fünfkampf                          | Tomáš Spáčil       | Tschechische Republik | 531,30 Pkt.  | WC Ceske Budejovice | 2014 |

### Austragungsorte der Weltmeisterschaften
| Jahr           | Austragungsort      | Austragungsland       | Verband     |
| -------------- | ------------------- | --------------------- | ----------- |
| 1957           | Kiel                | BRD                   | ICF         |
| 1958           | Brüssel             | Belgien               | ICF         |
| 1959           | Scarborough         | Großbritannien        | ICF         |
| 1960           | Krakow              | Polen                 | FCS         |
| 1960           | Zürich              | Schweiz               | ICF         |
| 1961           | Dresden             | DDR                   | FCS         |
| 1961           | Oslo                | Norwegen              | ICF         |
| 1962           | Novy Sad            | Jugoslawien           | FCS         |
| 1962           | Rotterdam           | Niederlande           | ICF         |
| 1963           | Zürich              | Schweiz               | FCS         |
| 1963           | Nürnberg            | BRD                   | ICF         |
| 1964           | Wien                | Österreich            | FCS         |
| 1964           | Stockholm           | Schweden              | ICF         |
| 1965           | Spa                 | Belgien               | ICF         |
| 1966           | Svit                | CSSR                  | FCS         |
| 1966           | Scarborough         | Großbritannien        | ICF         |
| 1967           | Varna               | Bulgarien             | FCS         |
| 1967           | Oslo                | Norwegen              | ICF         |
| 1968           | Güstrow             | DDR                   | FCS         |
| 1968           | Lenzerheide         | Schweiz               | ICF         |
| 1969           | Kiel                | BRD                   | ICF und FCS |
| 1970           | Kalmar              | Schweden              | ICF         |
| 1971           | Pecs                | Ungarn                | FCS         |
| 1972           | Augsburg            | BRD                   | FCS         |
| 1973           | Scarborough         | Großbritannien        | ICF         |
| 1974           | Cottbus             | DDR                   | FCS         |
| 1975           | Alberton            | Südafrika             | ICF         |
| 1976           | Varna               | Bulgarien             | FCS         |
| 1976           | St. Louis           | USA                   | ICF         |
| 1977           | Oslo                | Norwegen              | ICF         |
| 1978           | Stockholm           | Schweden              | ICF und FCS |
| 1980           | Linz                | Österreich            | ICF und FCS |
| 1982           | Karlovy Vary        | CSSR                  | ICF und FCS |
| 1984           | Toronto             | Kanada                | ICF und FCS |
| 1986           | Madrid              | Spanien               | ICF und FCS |
| 1988           | Varna               | Bulgarien             | ICF und FCS |
| 1990           | Bordeaux            | Frankreich            | ICF und FCS |
| 1992           | Pilsen              | CSSR                  | ICF und FCS |
| 1994           | Dübendorf           | Schweiz               | ICF und FCS |
| 1996           | Pretoria            | Südafrika             | ICF und FCS |
| 1998           | Nove Zamky          | Slowakei              | ICF und FCS |
| 2000           | Kalmar              | Schweden              | ICF und FCS |
| 2002           | Bled                | Slowenien             | ICF und FCS |
| 2004           | Bern                | Schweiz               | ICSF        |
| 2006           | Dublin              | Irland                | ICSF        |
| 2008           | Krakau              | Polen                 | ICSF        |
| 2009           | Budweis             | Tschechische Republik | ICSF        |
| 2010           | Novi Vinodolski     | Kroatien              | ICSF        |
| 2011           | Hluboká nad Vltavou | Tschechische Republik | ICSF        |
| 2012           | Tallinn             | Estland               | ICSF        |
| 2013           | Halle (Saale)       | Deutschland           | ICSF        |
| 2014           | Szamotuly           | Polen                 | ICSF        |
| 2015           | Hluboká nad Vltavou | Tschechische Republik | ICSF        |
| 2016           | Castellón           | Spanien               | ICSF        |
| 2017           | Szamotuly           | Polen                 | ICSF        |
| 2018           | Ronneby             | Schweden              | ICSF        |
| 2019           | Hosin               | Tschechische Republik | ICSF        |
| 2020           | entfallen           |                       |             |
| 2021           | Budapest            | Ungarn                | ICSF        |
| 2022           | Tallinn             | Estland               | ICSF        |
| 2023           | Lublin              | Polen                 | ICSF        |
| 2024           | Castellón           | Spanien               | ICSF        |
| 2025 (geplant) | Rijeka              | Kroatien              | ICSF        |
| 2026 (geplant) |                     |                       | ICSF        |
| 2027 (geplant) |                     | Südafrika             | ICSF/CIPS   |

## Castingsport in Deutschland

### Organisation
Der Castingsport in Deutschland ist über den Deutschen Angelfischerverband (DAFV) organisiert. Ihm unterstellt sind die einzelnen Landesverbände, Kreisverbände und Vereine, die jeweils zuständige Referate für den Castingsport betreiben. Der DAFV ist als oberste Instanz im deutschen Castingsport der International Casting Sport Federation (ICSF) angeschlossen, und ihm obliegt das Recht auf die Teilnahme an weiterführenden Meisterschaften, Qualifikationen und internationalen Turnieren.
Die aktuelle Referentin des DAFV für Castingsport ist Bianca Heyner.

### Wichtige Castingsport-Stützpunkte in Deutschland
- Iffezheim (Baden-Württemberg)
- Biberach (Baden-Württemberg)
- Berlin
- Döbern (Brandenburg)
- Ketzin (Brandenburg)
- Bremen
- Emden (Niedersachsen)
- Köln (NRW)
- Saalfeld (Thüringen)
- Halle/Saale (Sachsen-Anhalt)
- Freiberg (Sachsen)
- Kellinghusen (Schleswig-Holstein)

### Deutsche Erfolge bei Castingsport-Weltmeisterschaften (ab 1993)
Im Jahr 1993 gab es eine große Anzahl an Regeländerungen, aus diesem Grund wird ab diesem Jahr sehr oft eine neue Statistik begonnen.

#### Erfolge der Frauen
| Name              | Medaillen (Gesamt) | Gold | Silber | Bronze |
| ----------------- | ------------------ | ---- | ------ | ------ |
| Jana Maisel       | 126                | 86   | 23     | 17     |
| Kathrin Ernst     | 58                 | 11   | 29     | 18     |
| Sabrina Dürrwald  | 34                 | 12   | 5      | 17     |
| Jana Gerlach      | 18                 | 1    | 12     | 5      |
| Tina Gerlach      | 25                 | 16   | 3      | 6      |
| Verena Opitz      | 15                 | 3    | 5      | 7      |
| Ulrike Maire      | 12                 | 6    | 5      | 1      |
| Nathali Strauch   | 10                 | 3    | 3      | 4      |
| Christin Pfeiffer | 5                  | 0    | 2      | 3      |
| Janet Stein       | 3                  | 2    | 0      | 1      |
| Christin Schwabe  | 2                  | 0    | 0      | 2      |
| Bianca Heyner     | 1                  | 1    | 0      | 0      |
| Nicole Klamet     | 1                  | 0    | 0      | 1      |
| Stephanie Grimm   | 1                  | 0    | 0      | 1      |
| Quelle:           |                    |      |        |        |

#### Erfolge der Männer
| Name               | Medaillen (Gesamt) | Gold | Silber | Bronze |
| ------------------ | ------------------ | ---- | ------ | ------ |
| Jens Nagel         | 94                 | 39   | 37     | 18     |
| Heinz Maire-Hensge | 65                 | 24   | 18     | 23     |
| Ralf Stein         | 24                 | 4    | 4      | 16     |
| Thomas Maire       | 19                 | 6    | 10     | 3      |
| Wiebold Visser     | 17                 | 5    | 5      | 7      |
| Thomas Trampe      | 12                 | 2    | 7      | 3      |
| Olaf Ebeling       | 12                 | 0    | 6      | 6      |
| Erek Kelterer      | 10                 | 7    | 2      | 1      |
| Michael Harter     | 6                  | 2    | 3      | 1      |
| Otmar Balles       | 6                  | 2    | 2      | 2      |
| Michael Brösch     | 4                  | 1    | 2      | 1      |
| Frank Wagner       | 3                  | 0    | 2      | 1      |
| Andreas Zessler    | 3                  | 0    | 2      | 1      |
| Christopher Ulrich | 2                  | 0    | 0      | 2      |
| Klaus Rieckmann    | 1                  | 0    | 1      | 0      |
| Jan Neumann        | 1                  | 0    | 0      | 1      |
| Quelle:            |                    |      |        |        |

## Ziele des Castingsports
Grundsätzlich war der Castingsport dazu gedacht, den angehenden Anglern den Umgang mit dem Gerät näherzubringen, damit die Köder genau an die gewünschte Stelle geworfen und Hindernisse umworfen werden können. Um eine Fischereierlaubnis zu erhalten, mussten sie sowohl theoretisches Wissen als auch die Praxis beweisen. Neben dem Umgang mit dem Gerät spielt beim Castingsport auch die Knotenkunde eine große Rolle. Angelschnüre verschiedener Art müssen mit entsprechenden Knoten verbunden werden, und da ein Knoten immer eine Schwachstelle darstellt, ist man umso mehr auf eine saubere und ordentliche Knotenbindung bedacht. Aus diesen Zielen heraus hat sich der Castingsport als Breitensport entwickelt.
Neben dem Breitensport hat sich später auch ein Leistungssport entwickelt. Zwar geht es hier um die gleichen Grundlagen, jedoch wurden manche Wurfarten in ihren Bewegungsabläufen so optimiert, dass die besten Weiten damit geworfen werden können. Sportler, die den Castingsport auf einem höheren Level betreiben, haben meistens auch speziell modifizierte Ruten und teilweise auch Rollen, die genau auf die persönlichen Bedürfnisse zugeschnitten sind.

## Disziplinen

### Disziplin 1 – Fliege Ziel

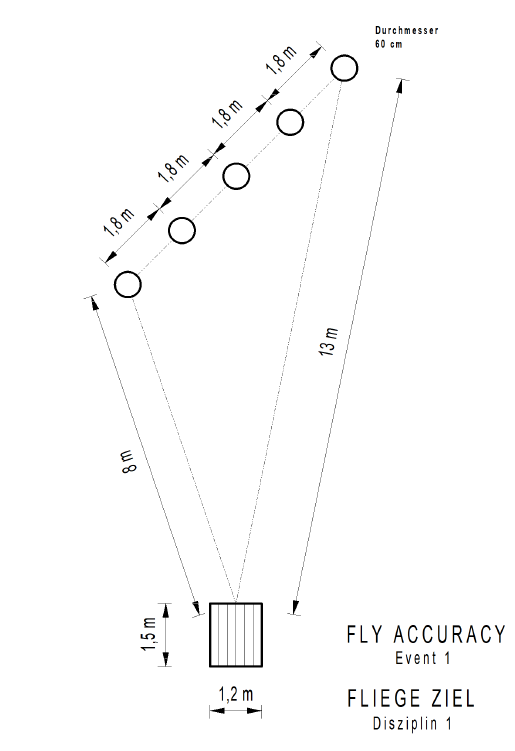
Aufbau von Disziplin 1

- Geworfen wird auf 5 mit Wasser gefüllte Schalen
- Der Durchmesser der Schalen beträgt 60 cm
- Dabei steht man auf einem Podest mit 50 cm Höhe
- Die Schalen werden in folgender Reihenfolge angeworfen
  - 3-1-4-2-5/3-1-4-2-5 (sogenannte Trockenwürfe)
  - 1-2-3-4-5/1-2-3-4-5 (sogenannte Nasswürfe)
- Alle Würfe sind in einer Zeit von 5:30 Minuten zu absolvieren
- Für jeden Treffer gibt es 5 Punkte
- Maximal sind 100 Punkte möglich (20 Würfe)
- Als Treffer zählt es nur, wenn die Kunstfliege auch in der Wasserschale landet

### Disziplin 2 – Fliege Weit, Einhand

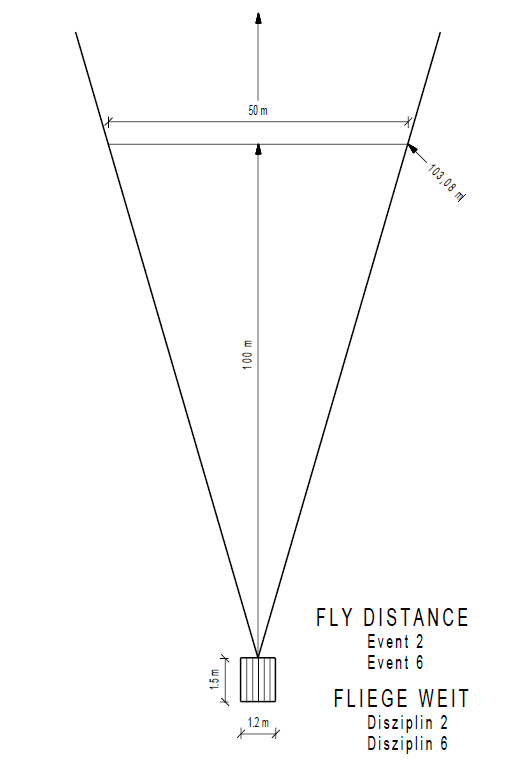
Aufbau von Disziplin 2 und Disziplin 6

- Geworfen wird ebenfalls von einem Podest aus
- 5 Minuten Zeit, so viele Würfe wie möglich zu absolvieren
- Die Rute darf bei dieser Disziplin nur mit einer Hand geführt werden
- Alle Würfe, die innerhalb des vorgegebenen Sektors landen sind gültig, dieser ist in Form eines Dreiecks und mit zunehmender Weite, breiter werdend
- Die Meter der beiden weitesten Würfe ergeben die Punktzahl, für den Mehrkampf (Beispiel: 2 × 50 m Weite = 100 Punkte)
- Für die Bestimmung der Einzeldisziplin-Platzierung zählt nur der weiteste Wurf

### Disziplin 3 – Gewicht Präzision

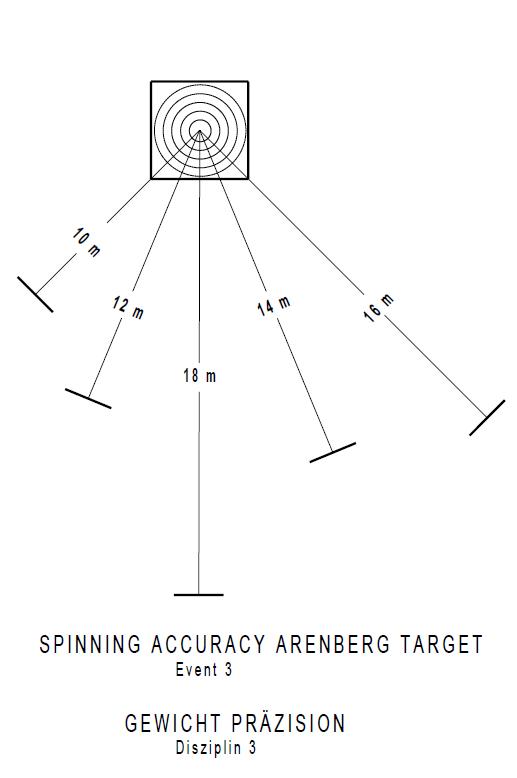
Aufbau von Disziplin 3

- Das Ziel ist Tuch, welches wie eine Zielscheibe aussieht
- Im Zentrum liegt eine Zielplatte mit 75 cm Durchmesser
- Die Wertung der einzelnen Ringe ist von außen nach innen steigend
  - Innenkreis (Zielkern): 10 Punkte, 75 cm Durchmesser
  - 1. Außenkreis: 8 Punkte, 135 cm Durchmesser
  - 2. Außenkreis: 6 Punkte, 195 cm Durchmesser
  - 3. Außenkreis: 4 Punkte, 255 cm Durchmesser
  - 4. Außenkreis: 2 Punkte, 315 cm Durchmesser
  - Alles außerhalb: 0 Punkte
- Geworfen wird aus verschiedenen Entfernungen mit verschiedenen Wurftechniken
  - 10 m: Unterhandwurf (Pendelwurf)
  - 12 m: Seitenwurf Rechts
  - 18 m: Überkopfwurf
  - 14 m: Seitenwurf Links
  - 16 m: Beliebig
- Von jeder Entfernung wird 2 × hintereinander geworfen
- Maximal sind 100 Punkte zu erreichen
- Wurfzeit: 5 Minuten
- Geworfen wird mit einem 7,5-g-Plastikpendel

### Disziplin 4 – Gewicht Ziel

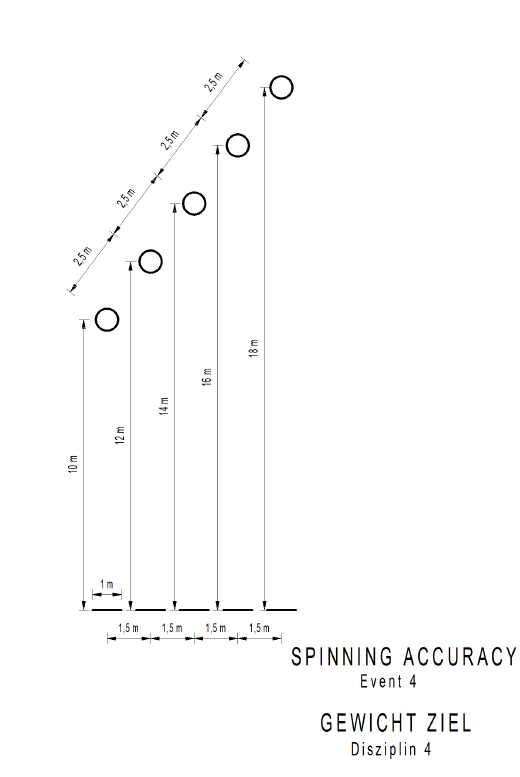
Aufbau von Disziplin 4

- Als Ziel dienen hier 5 gelbe Scheiben, welche angeschrägt sind
- Scheibendurchmesser ist 76 cm
- Geworfen wird aus den gleichen Entfernungen wie bei Disziplin 3, allerdings ist der Wurfstil immer beliebig
- Pro Treffer gibt es 5 Punkte, ein Fehler gibt 0 Punkte (Maximal 100 Punkte)
- Es wird jede Entfernung insgesamt 4 × geworfen, jedoch in zwei Durchgängen
  - 1. Durchgang
    - 2 × 10 m
    - 2 × 12 m
    - 2 × 18 m

  - 2. Durchgang
    - 2 × 10 m
    - 2 × 12 m
    - 2 × 18 m
- Wurfzeit: 8 Minuten
- Geworfen wird mit einem 7,5-g-Plastikpendel

### Disziplin 5 – Gewicht Weit, Einhand

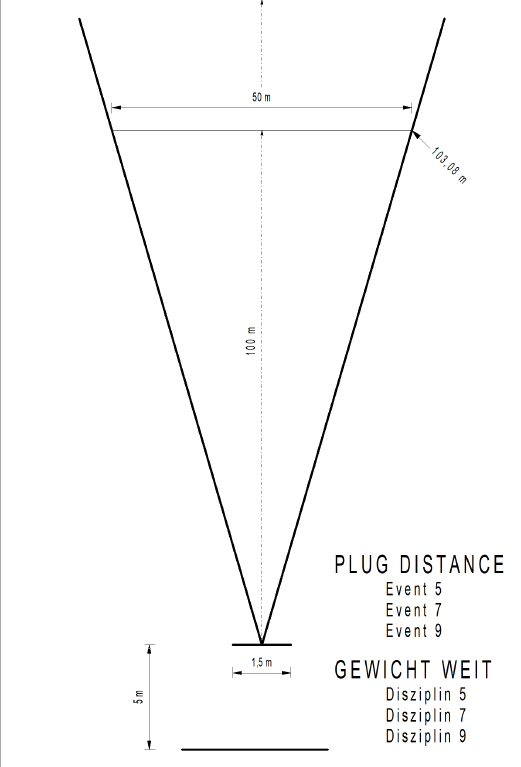
Aufbau von Disziplin 5, Disziplin 7 und Disziplin 9

- Weitwurfdisziplin bei der die Rute mit einer Hand geführt wird
- Wurfgewicht ist ein 7,5-g-Plastikpendel
- Das Pendel muss ebenfalls in einem Sektor, wie bei Disziplin 2, landen
- Gemessen wird dort, wo das Pendel liegen bleibt
- Die Meter des weitesten Wurfs werden mit dem Faktor 1,5 multipliziert und ergeben die Punktzahl (Beispiel: 50 m × 1,5 = 75 Punkte)
- Für diese Disziplin wird eine Schlagschnur von mindestens 0,25 mm Durchmesser vor der Hauptschnur angebracht
- Nach dem "Start Frei" hat man 1 Minute Zeit seinen Wurf auszuführen

### Disziplin 6 – Fliege Weit, Zweihand
- Bahnaufbau und Wertung wie bei Disziplin 2
- Die Wurfzeit beträgt 6 Minuten
- Längere und Schwerere Flugschnur
- Größere Rute, welche mit zwei Händen geführt wird
- Wird nur von männlichen Jugendlichen und Männern geworfen

### Disziplin 7 – Gewicht Weit, Zweihand
- Aufbau und Wertung wie bei Disziplin 5
- Größeres Material, die Rute wird mit zwei Händen geführt
- Geworfen wird mit einem 18g Plastikpendel
- Durchmesser der Schlagschnur, mindestens 0,35 mm

### Disziplin 8 – Multi Ziel
- Aufbau ähnelt dem von Disziplin 4

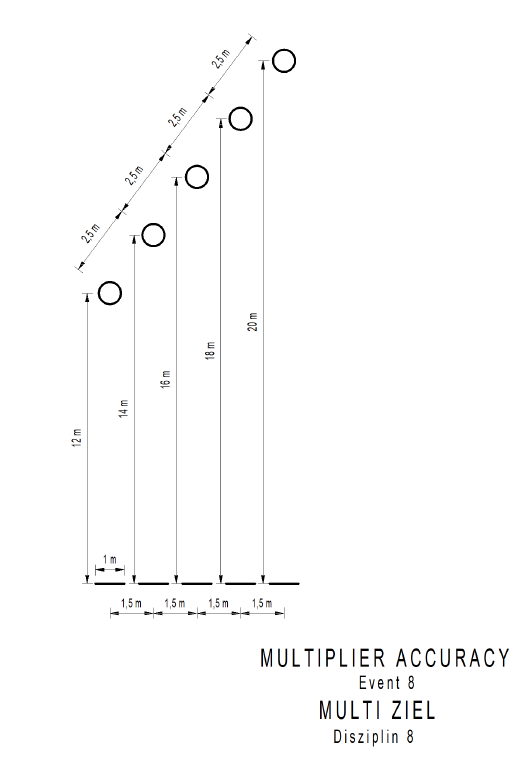
Aufbau von Disziplin 8

- Wurfweiten 12 m, 14 m, 16 m, 18 m, 20 m
- Geworfen wird mit Baitcast-/Multirollen
- Wurfgewicht ist ein 18-g-Plastikpendel
- Wurfzeit: 8 Minuten
- Wertung ist gleich mit Disziplin 4

### Disziplin 9 – Multi Weit, Zweihand
- Wurfgewicht, Bahnaufbau und Wertung ist gleich zu Disziplin 7
- Geworfen wird mit Multi-/Baitcastrollen

## Mehrkämpfe
- Dreikampf (3K)
  - Disziplin 3
  - Disziplin 4
  - Disziplin 5
- Fünfkampf (5K)
  - Disziplin 1
  - Disziplin 2
  - Disziplin 3
  - Disziplin 4
  - Disziplin 5
- Siebenkampf (7K, Herren)
  - 5K
  - Disziplin 6
  - Disziplin 7
- Allround (9K, Herren/7K, Damen)
  - Herren
    - 7K
    - Disziplin 8
    - Disziplin 9

  - Damen
    - 5K
    - Disziplin 8
    - Disziplin 9

Es wird nach den Internationalen Castingsport Wettkampfbestimmungen (ICW, Stand 2019) geworfen.
Bei den Zieldisziplinen (D1, D3, D4, D8) sind maximal 100 Punkte zu erreichen, bei den Gewicht-Weit-Disziplinen (D5, D7, D9) werden die Weiten mit 1,5 multipliziert und ergeben die Punkte. Bei den Fliege-Weit-Disziplinen (D2, D6) dagegen werden die beiden weitesten Würfe addiert, und die Meter ergeben die Punkte.
Eine abgewandelte, vereinfachte Form des Castings ist eine Teildisziplin der Vielseitigkeitsprüfung beim Angeln.